# Una rosa per tutti
Una rosa per tutti è un film del 1966 diretto da Franco Rossi, interpretato da Claudia Cardinale.

## Trama
Nella ridente Rio de Janeiro vive l'affascinante Rosa, che ha una concezione piuttosto anormale della bontà e dell'amore verso gli altri. Quasi senza rendersene conto, trascorre le sue giornate con sette uomini di differente età e condizione sociale, ai quali però equamente dispensa il suo amore. Sebbene viva con un solo uomo, resiste continuamente alle sue offerte di matrimonio, sostenendo che la sua capacità di amare è troppo grande per essere dedicata a un singolo individuo.